# Liparochrus bimaculatus
Liparochrus bimaculatus är en skalbaggsart som beskrevs av Macleay 1864. Liparochrus bimaculatus ingår i släktet Liparochrus och familjen Hybosoridae. Inga underarter finns listade i Catalogue of Life.